# Watches and Wonders
Watches and Wonders Geneva (WWG) ou Watches and Wonders, anciennement Salon international de la haute horlogerie (SIHH), est un salon privé mondial de l'horlogerie et de la bijouterie qui se déroule à Palexpo, à Genève en Suisse. 
Sa première édition remonte à 1991 avec cinq marques installées sur 1 000 m2 à l'initiative de Alain-Dominique Perrin. Elle se déroule généralement au mois de janvier. Le salon expose pour les professionnels et la presse sur une superficie de 40 000 m2 avec seize maisons horlogères qui présentent leurs nouveautés.
En 2015 se tient la 25e édition, qui accueille 14 500 visiteurs professionnels et journalistes.
Le SIHH a été officiellement renommé Watches and Wonders Geneva en 2020, parallèlement à l'introduction d'une nouvelle formule. 
Watches and Wonders Geneva est considéré comme un salon majeur des montres de luxe,.

## Affluence et exposants
L'édition 2022 totalise 22 000 visiteurs, dont près de 1 000 journalistes. 
Elle accueille les exposants suivants :
- A. Lange & Söhne
- Angelus Watches
- Armin Strom
- Arnold & Son
- Baume & Mercier
- Cartier
- Chanel
- Chopard
- Cyrus
- Czapek
- Ferdinand Berthoud
- Grand Seiko
- H. Moser & Cie
- Hermès
- Hublot
- IWC
- Jaeger-LeCoultre
- Laurent Ferrier
- Louis Moinet
- Montblanc
- Oris
- Panerai
- Parmigiani Fleurier
- Patek Philippe
- Piaget
- Rebellion Timepieces
- Ressence
- Roger Dubuis
- Rolex
- Rudis Sylva
- Speake-Marin
- Tag Heuer
- Trilobe
- Tudor
- Ulysse Nardin
- Vacheron Constantin
- Van Cleef & Arpels
- Zenith